# 마르틴 욘스루 순뷔
마르틴 욘스루 순뷔(노르웨이어: Martin Johnsrud Sundby, 1984년 9월 26일~)는 노르웨이의 크로스컨트리 스키 선수이다. 2003년부터 선수 생활을 시작하여 2010년 동계 올림픽 계주에서 은메달을 획득하였다. 두번째 올림픽인 2014년 동계 올림픽에서는 30km 스키애슬론 종목에서 동메달을 획득했다. 2018년 동계 올림픽에도 참가하여 30km 스키애슬론에서 은메달을 획득했다.